# Gavar
Gavar (örményül: Գավառ) Örményország tizenegyedik legnépesebb városa, Gegarkunik tartomány székhelye. Jerevántól légvonalban 58 km-re északkeletre helyezkedik el, Örményország keleti részében, a Szeván-tó nyugati partjához közel.

## Történelme
A jelenlegi Gavar városát Novo-Bayazet (Új-Bajazit) néven alapították 1830-ban, mintegy 8 km-re nyugatra a Szeván-tótól, az ősi Gavar vagy Gyavar város helyén, miután 8557 örmény áttelepült ide az Oszmán Birodalom Bayazit (mai nevén Doğubayazıt) városából  az 1828-1829-es orosz-török háború miatt. A település 1850-ben nyerte el a városi rangot.
Örményország függetlenné válása után 1995-ben a várost nevét Gavar-ra változtatták, és az újonnan létrehozott Gegarkunik tartomány központja lett. A város szovjet kori infrastruktúrájának és ipari kapacitásának nagy része azonban tönkrement, ennek eredményeként Gavar lakossága jelentősen csökkent a rendszerváltást követő évtizedben.

## Népesség
A 2011-es népszámláláskor a város lakossága 20.076 volt, ezzel a tartomány legnépesebb, és Örményország 11. legnépesebb városa.

## Közlekedés
Gavar az M-10-es főút nyomvonalán található, amely összeköti a várost Örményország északkeleti és délkeleti részével. A H-39 út összeköttetést biztosít Gavar városközpontja és az M-10-es főút, valamint a környező falvak között. A város északi részén található egy leszállópálya a szovjet időkből.

## Oktatás
A Gavar Állami Egyetemet 1993-ban nyitották meg Örményország függetlenné válása után. Öt karával az egyetem az egész Gegarkunik tartomány jelentős oktatási központja, több mint 2400 hallgatóval. Az egyetem filológiai, természettudományi, humán, közgazdasági és oktatói képzést nyújt.

## Híres szülöttei, lakói
- Itt született Frunze Dovlatjan szovjet-örmény filmrendező, színész.

## Fordítás
Ez a szócikk részben vagy egészben  a   Gavar című angol Wikipédia-szócikk fordításán alapul.  Az eredeti cikk szerkesztőit annak laptörténete sorolja fel. Ez a jelzés csupán a megfogalmazás eredetét és a szerzői jogokat jelzi, nem szolgál a cikkben szereplő információk forrásmegjelöléseként.